# Waadhoeke
Waadhoeke est une commune néerlandaise, située dans la province de Frise, créée le 1er janvier 2018, qui compte environ 46 800 habitants (2023). Sa ville principale et chef-lieu est Franeker.

## Géographie

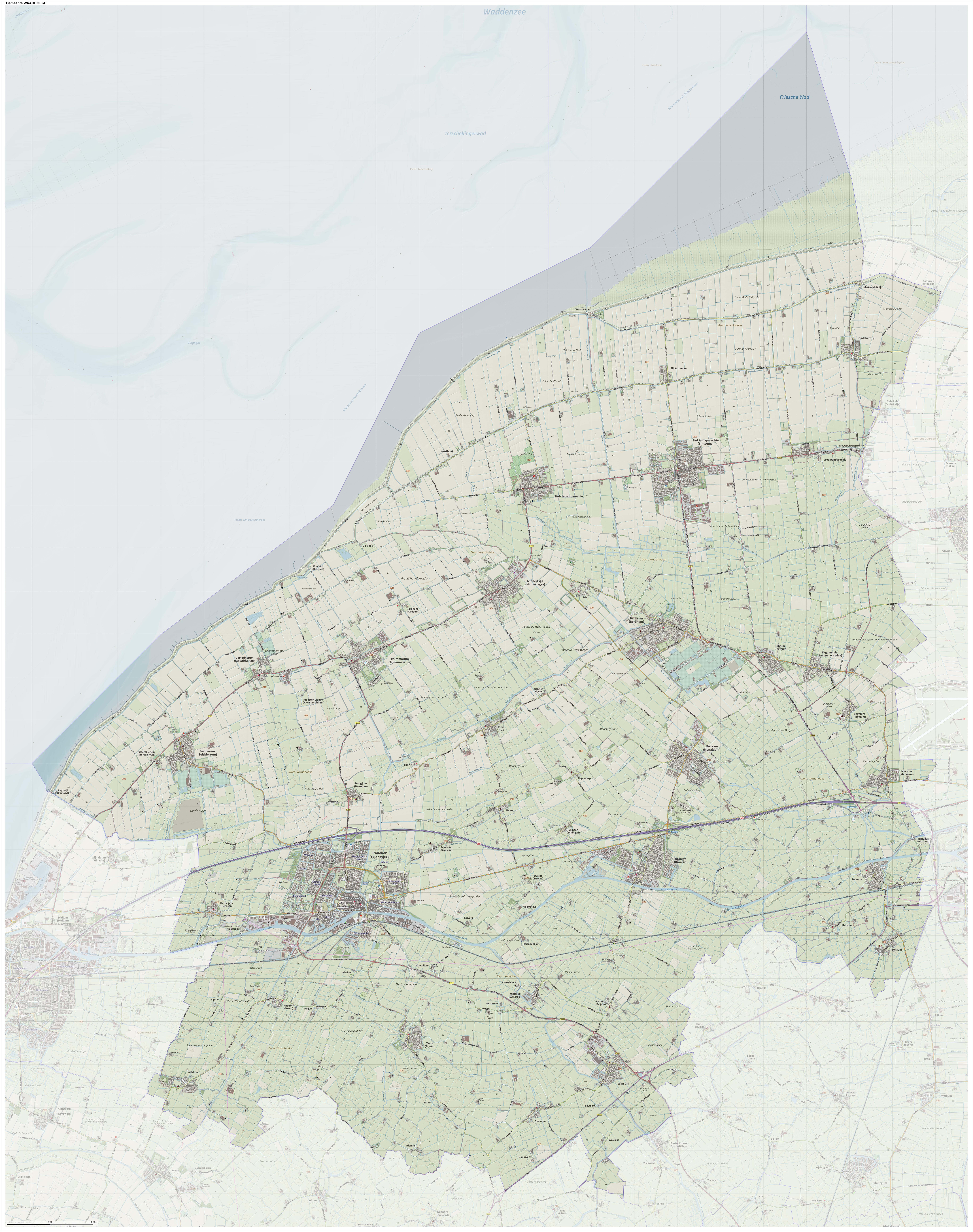
Carte de la commune.

Waadhoeke est située dans le nord-ouest de la province de Frise. Elle est bordée au nord par la mer des Wadden.
|           |                 | Noardeast-Fryslân |
| Harlingen | Waadhoeke       | Leeuwarden        |
|           | Súdwest-Fryslân |                   |

## Toponymie
Le nom frison de la commune fait référence à la mer des Wadden (Waadsee) et du fait qu'elle se trouve située dans un « coin » de la Frise (hoeke).

## Histoire
La commune est créée le 1er janvier 2018 par la fusion des communes de Het Bildt, Franekeradeel, Menameradiel et une partie de Littenseradiel.

## Politique et administration
Le conseil municipal comprend 29 membres élus.
| Période      | Période      | Identité        | Étiquette | Qualité |
| ------------ | ------------ | --------------- | --------- | ------- |
| janvier 2018 | octobre 2018 | Haijo Apotheker | D66       |         |
| octobre 2018 | En cours     | Marga Waanders  | PvdA      |         |

## Démographie
Le 1er janvier 2018, la ville comptait 46 112 habitants.